# Hana Grobovšek
Hana Grobovšek (* 27. Oktober 2002) ist eine slowenische Leichtathletin, die sich auf den Mittelstreckenlauf spezialisiert hat.

## Sportliche Laufbahn
Erste internationale Erfahrungen sammelte Hana Grobovšek bei den Crosslauf-Europameisterschaften 2021 in Dublin, bei denen sie nach 16:20 min auf Rang 98 im U20-Rennen einlief. Im Jahr darauf belegte sie bei den Balkan-Hallenmeisterschaften in Istanbul in 2:12,59 min den achten Platz im 800-Meter-Lauf. 2023 schied sie bei den U23-Europameisterschaften in Espoo mit 2:07,74 min in der Vorrunde über 800 Meter aus und kam auch über 1500 Meter mit 4:24,10 min nicht über den Vorlauf hinaus. Im Jahr darauf gewann sie bei den U23-Mittelmeer-Meisterschaften in Ismailia in 2:09,38 min die Silbermedaille über 800 Meter hinter der Französin Julia Cherot und 2025 kam sie bei den Balkan-Hallenmeisterschaften in Belgrad über 1500 Meter nicht ins Ziel. Im Juli schied sie bei den World University Games in Bochum mit 54,64 s in der ersten Runde im 400-Meter-Lauf aus und kurz darauf wurde sie bei den Balkan-Meisterschaften in Volos in 2:05,02 min Siebte über 800 Meter und gelangte auch über 1500 Meter mit 4:19,80 min auf Rang sieben.
2022 wurde Grobovšek slowenische Meisterin im 1500-Meter-Lauf sowie 2025 über 800 Meter. Zudem wurde sie 2022 Hallenmeisterin über 1500 Meter sowie 2025 über 800 Meter.

## Persönliche Bestleistungen
- 400 Meter: 54,64 s, 21. Juli 2025 in Bochum
- 800 Meter: 2:03,41 min, 13. Juli 2025 in Novo Mesto
  - 800 Meter (Halle): 2:04,15 min, 18. Februar 2024 in Novo Mesto
- 1500 Meter: 4:19,80 min, 27. Juli 2025 in Volos
  - 1500 Meter (Halle): 4:25,94 min, 18. Januar 2025 in Ancona